# 쿼터매스 익스페리먼트
쿼터매스 익스페리먼트(The Quatermass Xperiment)는 미국에서 제작된 발 게스트 감독의 1955년 SF, 공포, 스릴러 영화이다. 브라이언 돈레비 등이 주연으로 출연하였고 안소니 힌즈 등이 제작에 참여하였다.

## 출연

### 주연
- 브라이언 돈레비
- 잭 워너

### 조연
- 마지아 딘
- 도라 허드
- 고든 잭슨
- 데이빗 킹-우드
- 해롤드 랭
- 리오넬 제프리스
- 샘 키드
- 리처드 워즈워스

## 제작진
- 원작자: 나이젤 닐
- 미술: J. 엘더 윌스